# Mapun
Mapun là một đô thị thuộc tỉnh Tawi-Tawi của Philippines. Theo điều tra dân số năm 2000, đô thị này có dân số 22.011 người thuộc 3.492 hộ.

## Các đơn vị hành chính
Mapun được chia thành mười lăm barangay:
- Boki
- Duhul Batu
- Kompang
- Lupa Pula
- Guppah
- Mahalu
- Pawan
- Sikub
- Tabulian
- Tanduan
- Umus Mataha
- Iruk-Iruk
- Liyubud (Pob.)
- Lubbak Parang
- Sapah